# Manuel Saturnino da Costa
Manuel Saturnino da Costa (29 de novembro de 1942 – Bissau, 10 de março de 2021) foi um político da Guiné-Bissau que serviu como primeiro-ministro do país de 26 de outubro de 1994 a 6 de junho de 1997.

## Trajetória
A partir de 1977 esteve no Ministério das Relações Exteriores, como embaixador em Cuba e na URSS.
Durante a presidência de João Bernardo Vieira, que chegou ao poder em 1980 através de um golpe de Estado, tornou-se Secretário-Geral do Partido Africano para a Independência da Guiné e Cabo Verde (PAIGC).
Após a vitória do PAIGC nas eleições parlamentares de 1994, Vieira nomeou Saturnino da Costa, então secretário-geral do PAIGC, como primeiro-ministro em 25 de outubro de 1994. Costa formou um governo em 18 de Novembro que era quase inteiramente composto por membros do PAIGC, embora um posto fosse dado ao Movimento Bafatá.  Saturnino da Costa, entretanto, não conseguiria cumprir seu o mandato, visto que seria demitido pelo presidente em junho de 1997 após ser responsabilizado pela grave crise económica que passava-se no país.
Depois que Kumba Ialá assumiu o cargo de presidente, Saturnino da Costa foi preso, juntamente com outro ex-primeiro ministro, Carlos Correia (que o precedeu e o sucedeu como primeiro-ministro) e quatro outros ex-ministros, em fevereiro de 2000 por acusações de corrupção. Foi alegado que dois títulos do governo foram emitidos sem aprovação parlamentar três anos antes; segundo Saturnino da Costa e Correia, que foram libertados sob fiança, os títulos destinavam-se a fornecer fundos para o desenvolvimento nacional. Costa seria absolvido em junho de 2003.
Nas eleições legislativas de Novembro de 2008, o PAIGC conquistou a maioria de 67 dos cem assentos na Assembleia Nacional Popular, e Saturnino da Costa foi eleito deputado do PAIGC no primeiro distrito eleitoral, Catio e Como. Depois da eleição, foi nomeado Ministro da Presidência do Conselho de Ministros em 7 de janeiro de 2009. 
Saturnino da Costa buscou uma nomeação como candidato do PAIGC para as eleições presidenciais de junho de 2009, mas na votação de 25 de abril de 2009, o Comité Central do PAIGC escolheu Malam Bacai Sanhá como candidato do partido. 
Foi substituído em seu posto como Ministro da Presidência do Conselho de Ministros e demitido do governo em 28 de outubro de 2009.
Morreu em 10 de março de 2021, aos 78 anos de idade, em Bissau.